# Skab
 For alternative betydninger, se Skab (flertydig). (Se også artikler, som begynder med Skab)
Et skab er et møbel med opbevaringsrum til forskellige ting. Skabe vil som regel være forsynede med hylder, så pladsen kan udnyttes bedre.
Skab er også et dansk suffiks der udtrykker en tilstand eller en virksomhed, hvad man kan se i begreber som f.eks. "selskab", "ægteskab", "ondskab", "venskab" og "dovenskab".